# Aéroport international Luis-Muñoz-Marín
L'aéroport international Luis Muñoz Marín, en anglais Luis Muñoz Marín International Airport (code IATA : SJU • code OACI : TJSJ • code FAA : SJU), est un aéroport américain situé sur l'île de Porto Rico, dans la banlieue est de San Juan, sur le territoire de la municipalité de Carolina. Avec 8,6 millions de passagers en 2014, il est le principal aéroport des Antilles.

## Historique

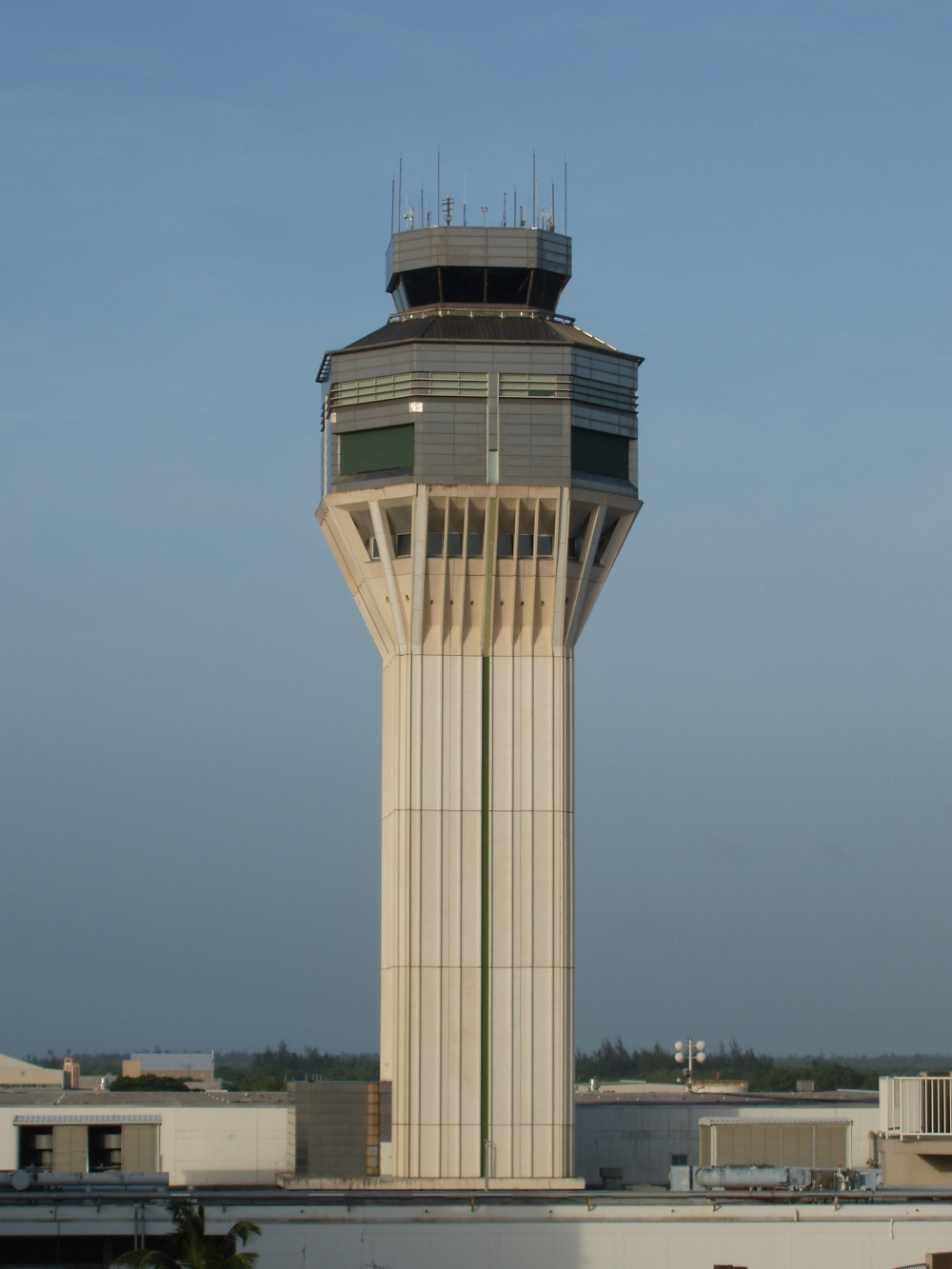
La tour de contrôle de l'aéroport.

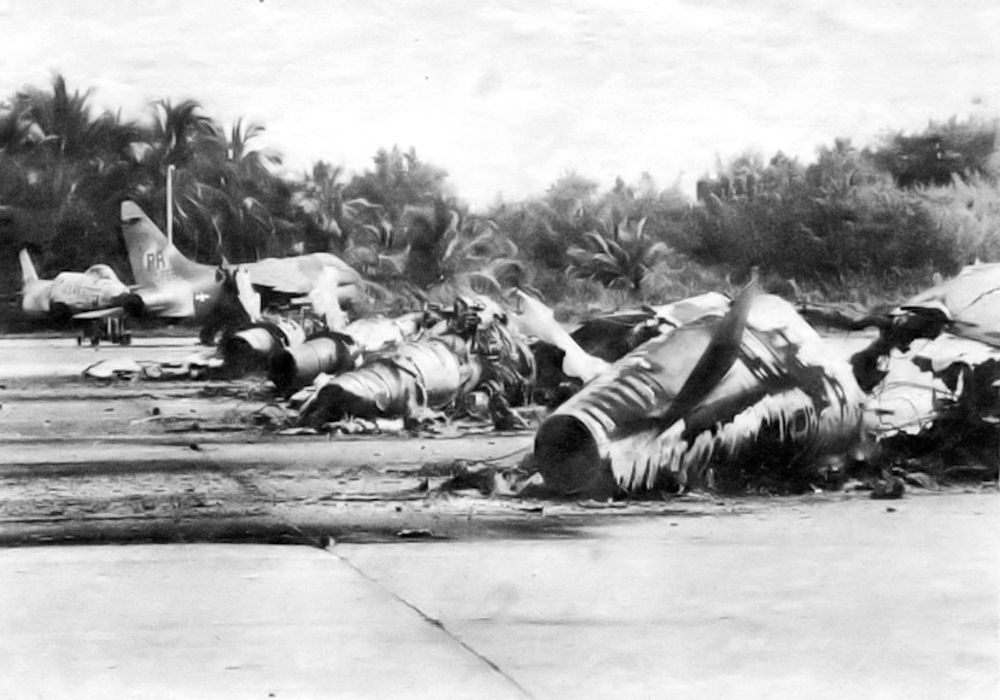
Quelques-uns des 10 A-7D détruits ou endommagés le 12 janvier 1981 par un attentat.

L'aéroport est inauguré le 22 mai 1955 sous le nom de Isla Verde International Airport car son emprise se trouve sur le territoire de Isla Verde, dans le district de Santurce. Il prend son nom actuel en 1985, lorsque le gouverneur de l'époque Rafael Hernández Colón, décide de le rebaptiser en l'honneur de l'un de ses prédécesseurs, le premier qui est élu, décédé cinq ans auparavant : Luis Muñoz Marin.
La base de la garde nationale aérienne Muñiz est dans son enceinte. Le 12 janvier 1981, un groupuscule indépendantiste porto-ricain parvient à endommagés 11 avions. 10 LTV A-7D Corsair II, en détruisant 8, et un F-104 destiné à être exposé. 

## Situation
| Aguadilla Ceiba Culebra Isla Grande Mayagüez Ponce San Juan Vieques |

## Statistiques
Pour des raisons techniques, il est temporairement impossible d'afficher le graphique qui aurait dû être présenté ici.

Voir la requête brute et les sources sur Wikidata.

### Zoom sur l'impact du covid de 2019-2020
Pour des raisons techniques, il est temporairement impossible d'afficher le graphique qui aurait dû être présenté ici.

Voir la requête brute et les sources sur Wikidata.

## Compagnies aériennes et destinations

### Passagers
| Compagnies                 | Destinations |
| -------------------------- | --- |
| Air Antilles               | Guadeloupe - Maryse Condé, Saint-Martin - Princesse-Juliana |
| Air Canada                 | En saison : Montréal (P.-E.-Trudeau), Toronto (Pearson) |
| Air Century                | Santiago - Cibao, Saint-Domingue-Dr. J. Balaguer |
| Air Sunshine               | Anguilla-Clayton J. Lloyd, Dominique - Douglas-Charles, Newcastle (Nevis) - Vance W. Amory (en), Saint-Martin - Princesse-Juliana, Charlotte Amalie - Cyril E. King, Tortola - Terrance B. Lettsome (en), Vieques (en), Virgin Gorda (en)                                                                      |
| Air Transat                | En saison : Montréal (P.-E.-Trudeau), Toronto (Pearson) |
| Allegiant Air              | Orlando-Sanford En saison : Cincinnati-Northern Kentucky, Pittsburgh, Raleigh-Durham |
| American Airlines          | Charlotte-Douglas, Chicago-O'Hare, Dallas-Fort Worth, Miami, Philadelphie |
| Avianca                    | Bogota-El Dorado |
| Cape Air                   | Culebra, Mayagüez (en), Newcastle (Nevis) - Vance W. Amory (en), Christiansted - H. E. Rohlsen, Charlotte Amalie - Cyril E. King, Tortola - Terrance B. Lettsome (en), Vieques (en), Virgin Gorda (en) |
| Condor                     | Francfort |
| Copa Airlines              | Panama-Tocumen |
| Delta Air Lines            | Atlanta H.-Jackson, New York-John F. Kennedy En saison : Détroit, Minneapolis-Saint-Paul |
| Frontier Airlines          | Atlanta H.-Jackson, Baltimore-T. Marshall, Boston Logan, Chicago-O'Hare, Miami, Newark-Liberty, Orlando, Philadelphie, Raleigh-Durham, Saint-Domingue Las Américas En saison : Tampa |
| Iberia                     | Madrid-Barajas |
| InterCaribbean Airways     | Tortola - Terrance B. Lettsome (en) |
| JetBlue                    | Boston Logan, Fort Lauderdale-Hollywood, Hartford-Bradley, New York-John F. Kennedy, Newark-Liberty, Orlando, Punta Cana, Saint-Domingue Las Américas, Charlotte Amalie - Cyril E. King, Tampa, Washington-Reagan                                                                                              |
| LIAT                       | Saint John's-V. C. Bird |
| Seaborne Airlines          | Anguilla-Clayton J. Lloyd, Saint John's-V. C. Bird, Dominique - Douglas-Charles, Newcastle (Nevis) - Vance W. Amory (en), Christiansted - H. E. Rohlsen, Saint-Christophe-et-Niévès, Saint-Martin - Princesse-Juliana, Charlotte Amalie - Cyril E. King, Santiago - Cibao, Tortola - Terrance B. Lettsome (en) |
| Sky High Aviation Services | Saint-Domingue Las Américas |
| Southwest Airlines         | Baltimore-T. Marshall, Chicago-Midway, Fort Lauderdale-Hollywood, Houston-W. P. Hobby, Orlando, Tampa En saison : Nashville |
| Spirit Airlines            | Baltimore-T. Marshall, Boston Logan, Fort Lauderdale-Hollywood, Newark-Liberty, Orlando, Philadelphie, Tampa |
| Sun Country Airlines       | En saison : Minneapolis-Saint-Paul |
| Tradewind Aviation         | Anguilla-Clayton J. Lloyd, Saint-Barthélemy |
| United Airlines            | Chicago-O'Hare, Houston-George Bush, Newark-Liberty, Washington-Dulles |
| Vieques Air Link           | Culebra, Vieques (en) |
| WestJet                    | En saison : Toronto (Pearson) |

Édité le 12 février 2020.

## Accidents et incidents
- Le 9 août 2014, vers 19 h 45, le réacteur gauche d'un Airbus A321 explose alors que l'avion est sur la piste et s'apprête à décoller. Ce dernier assurait le vol 704 de la compagnie low cost américaine JetBlue Airways, à destination de l'aéroport de New-York-John Fitzgerald Kennedy. Tous les 192 occupants sont évacués sans qu'il n'y ait de blessés[4].